# Litsea variabilis
Litsea variabilis Hemsl. – gatunek rośliny z rodziny wawrzynowatych (Lauraceae Juss.). Występuje naturalnie w Laosie, Wietnamie oraz południowych Chinach (w południowo-wschodniej części Junnanu, na wyspie Hajnan oraz w południowej części regionu autonomicznego Kuangsi). 

## Morfologia
PokrójZimozielone drzewo lub krzew. Dorasta do 15 m wysokości. Gałęzie są mniej lub bardziej owłosione.
LiścieNaprzeciwległe lub prawie naprzeciwległe. Mają kształt od eliptycznego do podłużnego lub odwrotnie jajowatego. Mierzą 5–14 cm długości oraz 2–4 cm szerokości. Są nagie. Nasada liścia jest klinowa. Blaszka liściowa jest o spiczastym wierzchołku. Ogonek liściowy jest owłosiony i dorasta do 8–10 mm długości.
KwiatySą niepozorne, jednopłciowe, zebrane po 3 w baldachy, rozwijają się w kątach pędów. Okwiat jest zbudowany z 6 listków o oszczepowatym kształcie. Kwiaty męskie mają 9 owosionych pręcików.
OwoceMają kulisty kształt, osiągają 7–8 mm średnicy, mają czarną barwę.

## Biologia i ekologia
Roślina dwupienna. Rośnie w wiecznie zielonych lasach. Występuje na wysokości od 300 do 1700 m n.p.m. Kwitnie w lipcu, natomiast owoce dojrzewają w grudniu. 

## Zmienność
W obrębie tego gatunku wyróżniono jedną odmianę:
- Litsea variabilis var. oblonga Lecomte